# 30. Festiwal Polskich Filmów Fabularnych w Gdyni
30. Festiwal Polskich Filmów Fabularnych, odbył się w dniach 12–17 września 2005 w Gdyni. O Złote Lwy Festiwalu Polskich Filmów Fabularnych walczyło 21 filmów, które wybrano spośród 31 zgłoszonych produkcji ostatniego sezonu (preselekcji dokonano po raz pierwszy od kilkunastu lat).
W konkursie kina niezależnego wystartowało 11 filmów.

## Laureaci

### Konkurs główny
- Złote Lwy dla najlepszego filmu – Komornik Feliksa Falka
- Złote Lwy dla producenta najlepszego filmu: Studio Filmowe Perspektywa
- nagroda specjalna jury – Oda do radości Macieja Migasa, Jana Komasy i Anny Kazejak-Dawid
- nagroda jury – Krzysztof Zanussi za film Persona non grata
- nagroda za reżyserię – Leszek Wosiewicz za film Rozdroże cafe
- nagroda za debiut reżyserski – Anna Jadowska za film Teraz ja
- nagroda za scenariusz – Grzegorz Łoszewski za film Komornik
- nagroda za pierwszoplanową rolę męską – Andrzej Chyra w filmie Komornik
- nagroda za pierwszoplanową rolę kobiecą –
  - Krystyna Janda w filmie Parę osób, mały czas
  - Karolina Gruszka w filmie Kochankowie z Marony
- nagroda za najlepszą drugoplanową rolę męską – Nikita Michałkow w filmie Persona non grata
- nagroda za najlepszą drugoplanową rolę kobiecą – Kinga Preis w filmie Komornik
- nagroda za zdjęcia –
  - Bartek Prokopowicz (Komornik)
  - Artur Reinhart (Jestem)
- nagroda za muzykę – Michael Nyman (Jestem)
- nagroda za scenografię – Wojciech Żogała (Mistrz)
- nagroda za montaż – Leszek Wosiewicz i Krzysztof Raczyński (Rozdroże cafe)
- nagroda za kostiumy – Ewa Krauze (Skazany na bluesa)
- nagroda za dźwięk – Bartek Putkiewicz (Jestem)
- nagroda Stowarzyszenia Filmowców Polskich za twórcze przedstawienie współczesności: Maciej Pieprzyca (Barbórka)
- nagroda dziennikarzy – Parę osób, mały czas Andrzeja Barańskiego
- nagroda publiczności Silver Screen – Jestem Doroty Kędzierzawskiej
- Złoty Klakier – Skazany na bluesa Jana Kidawy-Błońskiego
- nagroda Prezydenta Gdyni za debiut aktorski:
  - Tomasz Kot (Skazany na bluesa)
  - Anna Cieślak (Masz na imię Justine)
- Nagroda Rady Programowej TVP: Piekło, niebo, reż. Natalia Koryncka-Gruz
- Nagroda Prezesa Zarządu TVP: Parę osób, mały czas, reż. Andrzej Barański
- nagroda Stowarzyszenia Zagranicznych Organizatorów Polskich Festiwali: Doskonałe popołudnie, reż. Przemysław Wojcieszek
- nagroda Prezydenta miasta Warszawy „za wrażliwość społeczną”: Doskonałe popołudnie, reż. Przemysław Wojcieszek

### Konkurs kina niezależnego
- Grand Prix – Ugór Dominika Matwiejczyka
- nagroda specjalna jury – Piotr Matwiejczyk za film Homo Father
- wyróżnienie – Bodo Kox za role w filmach Homo Father, Ugór

## Filmy konkursu głównego
Barbórka, reż. Maciej Pieprzyca
Bar pod młynkiem, reż. Andrzej Kondratiuk
Doskonałe popołudnie, reż. Przemysław Wojcieszek
Jestem, reż. Dorota Kędzierzawska
Kochankowie Roku Tygrysa, reż. Jacek Bromski
Kochankowie z Marony, reż. Izabella Cywińska
Komornik, reż. Feliks Falk
Lekarz drzew, reż. Janusz Zaorski
Masz na imię Justine, reż. Franco De Pena
Metanoia, reż. Radosław Markiewicz
Mistrz, reż. Piotr Trzaskalski
Oda do radości, reż. Anna Kazejak-Dawid, Jan Komasa i Maciej Migas
Parę osób, mały czas, reż. Andrzej Barański
Persona non grata, reż. Krzysztof Zanussi
Piekło niebo, reż. Natalia Koryncka-Gruz
PitBull, reż. Patryk Vega
Rozdroże Cafe, reż. Leszek Wosiewicz
Skazany na bluesa, reż. Jan Kidawa-Błoński
Teraz ja, reż. Anna Jadowska
Wróżby kumaka, reż. Robert Gliński
Zakochany Anioł, reż. Artur „Baron” Więcek

### Jury konkursu głównego
- Andrzej Wajda – przewodniczący (reżyser)
- Ewa Braun – dekorator wnętrz
- Anna Nehrebecka – aktorka
- Magdalena Piekorz – reżyser
- Lucjan Bokiniec
- Paweł Edelman – operator
- Tadeusz Lampka – producent
- Jarosław Sokół – scenarzysta

## Filmy konkursu kina niezależnego
1409. Afera na zamku Bartenstein, reż. Rafał Buks i Paweł Czarzasty
Brand New World
Diabeł, reż. Tomasz Szafrański
Emilia, reż. Piotr Matwiejczyk
Fortuna czyha w lesie, reż. Ryszard Maciej Nyczka
Homo Father, reż. Piotr Matwiejczyk
Marco P. i złodzieje rowerów, reż. Bodo Kox
Numer, reż. Andrzej Mathiasz
Siedem grzechów popcooltury, reż. Adam Bortnowski i Doman Nowakowski
Stacja Mirsk, reż. Robert Wrzosek
Tego pytania usłyszeć nie chciałam, reż. Mariusz Mościcki
Towar, reż. Abelard Giza
Uciec stąd, reż. Mathias Mezler
Ugór, reż. Dominik Matwiejczyk

### Jury konkursu kina niezależnego
- Małgorzata Szumowska – przewodnicząca (reżyser)
- Grzegorz Lipiec – reżyser
- Ryszard Maciej Nyczka – reżyser
- Bartosz Prokopowicz – operator
- Łukasz Palkowski – reżyser

## Cenzura
Podczas XXX FPFF w Gdyni film Homo Father, opowiadający o parze gejów został ocenzurowany i skrócony o 16 minut.